# Jati (onderdistrict van Blora)
Jati is een onderdistrict (kecamatan) in het regentschap Blora in de Indonesische provincie Midden-Java op Java, Indonesië.
| Plaats code | Naam kelurahan, plaatsen en dorpen | Inwoners in 2010 |
| ----------- | ---------------------------------- | ---------------- |
| 001         | Bangkleyan                         | 5.445            |
| 002         | Gempol                             | 2.956            |
| 003         | Kepoh                              | 3.241            |
| 004         | Pelem                              | 2.579            |
| 005         | Jegong                             | 2.477            |
| 006         | Jati                               | 4.304            |
| 007         | Singget                            | 3.737            |
| 008         | Gabusan                            | 6.542            |
| 009         | Doplang                            | 6.783            |
| 010         | Randulawang                        | 3.012            |
| 011         | Tobo                               | 1.453            |
| 012         | Pengkoljagong                      | 2.648            |